# Crisis del agua en Ciudad del Cabo

Gráfico del agua total embalsada en las seis presas más grandes del Cabo Occidental entre el 30 de junio de 2013 y el 31 de marzo de 2018. El gráfico ilustra la disminución de los niveles de almacenamiento de agua en el curso de la crisis del agua en Ciudad del Cabo y el impacto del uso reducido desde principios de 2018. La predicción muestra que los niveles de almacenamiento alcanzan alrededor del 12% a fines de mayo de 2018 en base al uso normal (antes de la crisis). Datos obtenidos del [http://cip.csag.uct.ac.za/monitoring/bigsix.html Climate Systems Analysis Group (CSAG)

En 2015 comenzó una sequía en la provincia Cabo Occidental de Sudáfrica, lo que resultó en una grave escasez de agua en la región, afectando principalmente a Ciudad del Cabo. A principios de 2018, con niveles de agua predispuestos para bajar a niveles críticamente bajos en abril, la ciudad anunció planes para el Día Cero, cuando si se alcanzaba un límite inferior de almacenamiento de agua, el suministro municipal de agua se cerraría en gran medida, convirtiendo a Ciudad del Cabo en la primera ciudad importante en quedar sin agua.
A través de medidas de ahorro de agua y aumento del suministro de agua, en marzo de 2018 la ciudad había reducido su consumo diario de agua a cerca de 500 millones de litros por día, y para junio de 2018 este ahorro y la lluvia dio como resultado que los niveles de los embalses aumentasen al 43% de su capacidad, lo que provocó que Ciudad del Cabo anunciara que el Día Cero era improbable para 2019. Las restricciones de agua permanecerán en vigencia hasta que los niveles de almacenamiento alcancen el 85%. El 16 de julio de 2018 los niveles de almacenamiento de la presa habían alcanzado el 55,1%, y el 31 de agosto de 2018 los niveles de agua en seis grandes embalses de la ciudad alcanzaban el 65,3%.

## Antecedentes
La región de Ciudad del Cabo experimenta un clima mediterráneo con veranos cálidos y secos y lluvias invernales. El agua se abastece en gran medida de las seis presas principales del Sistema de Suministro de Agua de Cabo Occidental en áreas montañosas cercanas a la ciudad.  Las presas se llenan cuando llueve en sus áreas de captación, principalmente durante los meses de invierno, entre mayo y agosto, y los niveles de agua disminuyen durante los meses secos de verano, entre noviembre y abril, durante los cuales aumenta el uso urbano de agua y el riego en las áreas agrícolas .
La población de Ciudad del Cabo ha crecido de 2,4 millones de habitantes en 1995 a aproximadamente 4,3 millones en 2018, lo que representa un aumento del 79% de la población en 23 años, mientras que el almacenamiento de agua de los embalses solo aumentó en un 15% en el mismo periodo. En 2016-2017, el 64.5% del suministro de agua de la ciudad se destinó a usuariops residenciales formales, mientras que el 3.6% se destinó a asentamientos informales.
De 1950 a 1999, el uso de agua tratada por parte de la ciudad creció un 4% al año, en línea con el crecimiento de la población. El consumo máximo de agua fue en 1999, con 335 millones de metros cúbicos por año. La planificación para acomodar este crecimiento en la demanda con el suministro de agua del Cabo Occidental comenzó en 1990. Los periodos de baja precipitación invernal en 2000-2001 y 2003-2004 provocaron restricciones de agua. Alrededor del año 2000, la ciudad firmó un acuerdo con el entonces Departamento de Asuntos Hídricos para la construcción del embalse del río Berg y comenzó la gestión de la demanda de agua. En 2009, la capacidad de almacenamiento de las presas que abastecían a Ciudad del Cabo se incrementó en un 17 por ciento, de 768 a 898 millones de metros cúbicos, cuando se completó la presa del río Berg.
En 2007, el Departamento de Asuntos Hídricos y Forestales predijo que la creciente demanda en el Sistema de Abastecimiento de Agua del Cabo Occidental excedería la oferta si las medidas de conservación del agua y gestión de la demanda no eran implementadas por la ciudad. Aunque las medidas de gestión de la demanda de agua de la ciudad y las de otros usuarios urbanos tuvieron un éxito relativo en reducir la demanda, la grave sequía de 2015 a 2017, tal vez con un intervalo de recurrencia de aproximadamente 1 en 400 años, requirió implementar severas restricciones.

## Causas
La causa de la crisis del agua en el Cabo Occidental fue la sequía extrema que excedió las normas de planificación del Departamento de Agua y Saneamiento, que es responsable de la planificación de todos los suministros de agua superficial y subterránea. Se cree que la escasez de agua, causada por la sequía extrema, se vio agravada por el crecimiento de la población, la agricultura, las especies invasoras y la respuesta inadecuada a las restricciones impuestas. La población de Ciudad del Cabo ha crecido un 50 por ciento en la última década. En el mismo periodo, las medidas de la ciudad para reducir la demanda (incluidas las tarifas, la gestión de la presión, la reparación de fugas y la publicidad) han desacoplado parcialmente el uso del agua del crecimiento de la población.
Un estudio realizado por el Climate System Analysis Group en la Universidad de Ciudad del Cabo realizó análisis estadísticos para determinar que la lluvia entre los años 2015 y 2017 fue muy rara y grave.
Algunos científicos creen que la sequía pudo haber sido exacerbada por el cambio climático con un aumento de un grado Celsius en la temperatura durante el siglo pasado. Los modelos predicen que Ciudad del Cabo aumentará otros 0,25 grados centígrados en los próximos diez años, lo que puede aumentar la probabilidad y la gravedad de la sequía. El modelo climático sugiere una probable disminución de las precipitaciones, y esta puede ser la primera evidencia que respalda esta predicción. Existe una preocupación adicional de que muchas otras ciudades puedan tener casos similares de escasez de agua.
Una preocupación es que el Sistema de Abastecimiento de Agua del Cabo Occidental se basa en los registros hidrológicos de años anteriores. El cambio climático puede alterar los patrones de precipitación en el área, lo que conduce a fuentes de agua menos estables y a una mayor tasa de evaporación de agua. Aunque la agricultura utiliza aproximadamente el 29% del agua suministrada por el Sistema de Abastecimiento de Agua del Cabo Occidental, estuvo severamente restringida durante el período de sequía.

## Evolución
| Niveles de agua como porcentaje de la capacidad total embalsada por año | Niveles de agua como porcentaje de la capacidad total embalsada por año | Niveles de agua como porcentaje de la capacidad total embalsada por año | Niveles de agua como porcentaje de la capacidad total embalsada por año | Niveles de agua como porcentaje de la capacidad total embalsada por año | Niveles de agua como porcentaje de la capacidad total embalsada por año | Niveles de agua como porcentaje de la capacidad total embalsada por año |
| Mayores embalses                                                        | 30 de julio de 2018                                                     | 14 de mayo de 2018                                                      | 15 de mayo de 2017                                                      | 15 de mayo de 2016                                                      | 15 de mayo de 2015                                                      | 15 de mayo de 2014                                                      |
| ----------------------------------------------------------------------- | ----------------------------------------------------------------------- | ----------------------------------------------------------------------- | ----------------------------------------------------------------------- | ----------------------------------------------------------------------- | ----------------------------------------------------------------------- | ----------------------------------------------------------------------- |
| Río Berg                                                                | 86,4                                                                    | 39,2                                                                    | 32,4                                                                    | 27,2                                                                    | 54,0                                                                    | 90,5                                                                    |
| Steenbras Bajo                                                          | 58,7                                                                    | 35,4                                                                    | 26,5                                                                    | 37,6                                                                    | 47,9                                                                    | 39,6                                                                    |
| Steenbras Alto                                                          | 98,5                                                                    | 59,6                                                                    | 56,7                                                                    | 56,9                                                                    | 57,8                                                                    | 79,1                                                                    |
| Theewaterskloof                                                         | 42,0                                                                    | 12,0                                                                    | 15,0                                                                    | 31,3                                                                    | 51,3                                                                    | 74,5                                                                    |
| Voelvlei                                                                | 58,4                                                                    | 14,5                                                                    | 17,2                                                                    | 21,3                                                                    | 42,5                                                                    | 59,5                                                                    |
| Wemmershoek                                                             | 84,1                                                                    | 48,4                                                                    | 36,0                                                                    | 48,5                                                                    | 50,5                                                                    | 58,8                                                                    |
| Total almacenado (megalitros)                                           | 509 990                                                                 | 191 843                                                                 | 190 300                                                                 | 279 954                                                                 | 450 429                                                                 | 646 137                                                                 |
| Porcentaje total almacenado                                             | 56,8                                                                    | 21,4                                                                    | 21,2                                                                    | 31,2                                                                    | 50,1                                                                    | 71,9                                                                    |

### 2015-2016
Después de buenas lluvias en 2013 y 2014, Ciudad del Cabo comenzó a experimentar una sequía en 2015, el primero de tres años consecutivos de inviernos secos provocados posiblemente por el patrón climático de El Niño y tal vez por el cambio climático. Los niveles de agua en los embalses de la ciudad disminuyeron del 71,9 por ciento en 2014 al 50,1 por ciento en 2015. Las restricciones de agua anteriores se habían levantado en 2005 y el 1 de enero de 2016 la ciudad implementó restricciones de nivel 2 y el 1 de noviembre de 2016 las elevó al nivel 3, cuando el Departamento de Agua y Saneamiento estableció restricciones de agua para uso urbano y agrícola. Las importantes sequías acaecidas en otras partes de Sudáfrica finalizaron en agosto de 2016 cuando se produjeron fuertes lluvias e inundaciones en el interior del país, pero la sequía en el Cabo Occidental se mantuvo.

### 2017

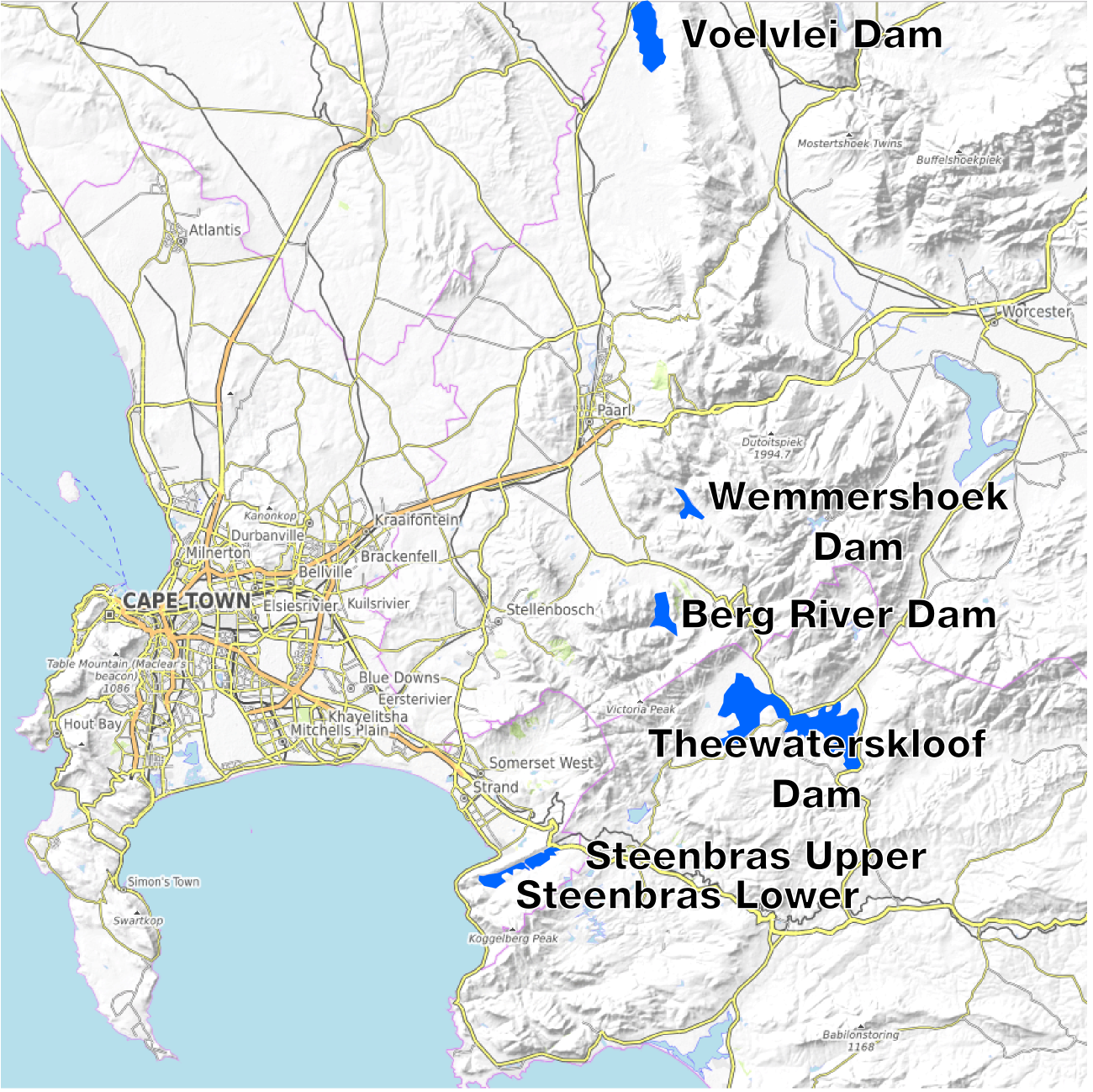
Mapa de los embalses que abastecen a Ciudad del Cabo

La ciudad aumentó las restricciones de agua al nivel 3B el 1 de febrero de 2017 y al final de la estación seca, en mayo de 2017, la sequía fue declarada la peor de la ciudad en un siglo, con el almacenamiento de agua en los embalses menor al 10 por ciento de su capacidad utilizable. Las restricciones de agua de nivel 4 se impusieron el 1 de junio de 2017, lo que limitaba el uso de agua a 100 litros por persona y día. La precipitación total en 2017 fue la más baja desde que comenzaron los registros de lluvia en 1933.
Con la temporada seca de verano acercándose, la ciudad aumentó sus restricciones de agua existentes al nivel 4B el 1 de julio de 2017 y al nivel 5 el 3 de septiembre de 2017, prohibiendo el uso de agua en el exterior y no esencial, fomentando el uso de aguas grises para el lavado de inodoros. y con el objetivo de limitar el consumo total de agua per cápita a 87 litros por día, para un consumo total de 500 millones de litros por día. Para lograr este objetivo, se exhortó al público a limitar su gasto personal en el hogar a 50 litros per cápita por día.
A principios de octubre de 2017, después de un invierno de poca lluvia, Ciudad del Cabo tenía un almacenamiento estimado para cinco meses antes de que los niveles de agua se agotaran. En el mismo mes, Ciudad del Cabo emitió un plan de emergencia que se implementaría en múltiples fases dependiendo de la gravedad de la escasez de agua. La fase 1 comprometió el "racionamiento del agua a través de la reducción extrema de la presión" y se implementó de inmediato. En la fase 2, después del Día Cero, el agua se habría cerrado a la mayor parte del sistema, excepto a lugares de acceso clave al agua. La fase 3 habría sido el punto en el que la ciudad ya no podría extraer agua de los embalses en el Sistema de Suministro de Agua del Cabo Occidental y habría existido un período de tiempo limitado antes de que el sistema de suministro de agua falláse.
A mediados de octubre de 2017, la ciudad fue criticada por algunas compañías de desalinización por la lentitud de las adquisiciones, el alto nivel de burocracia, la falta de urgencia y la escala inadecuada de los proyectos de suministro de agua propuestos; sin embargo, el 26 de octubre de 2017 se anunció que el administrador municipal de Ciudad del Cabo recibiría poderes especiales para llevar a cabo acciones relacionadas con la sequía que no tendrían que seguir el proceso normal de toma de decisiones y aprobación de la ciudad. Este anuncio se produjo después de una revisión de los procesos de toma de decisiones de la ciudad, que descubrieron que "ciertos aspectos de la Ley Marco de Política de Adquisiciones Preferenciales, la Ley de Gestión Financiera Municipal y las Regulaciones de la Gestión de la Cadena de Suministro, así como la propia Política de Gestión de la Cadena de Suministro del Consejo, habían fallado al preparar adecuadamente a Ciudad del Cabo para tratar eficazmente y a tiempo con el desastre".
En diciembre de 2017, el Departamento de Agua y Saneamiento informó a todos los usuarios sobre el aumento de las restricciones del 45% para los usuarios urbanos y del 60% para la agricultura.

### 2018

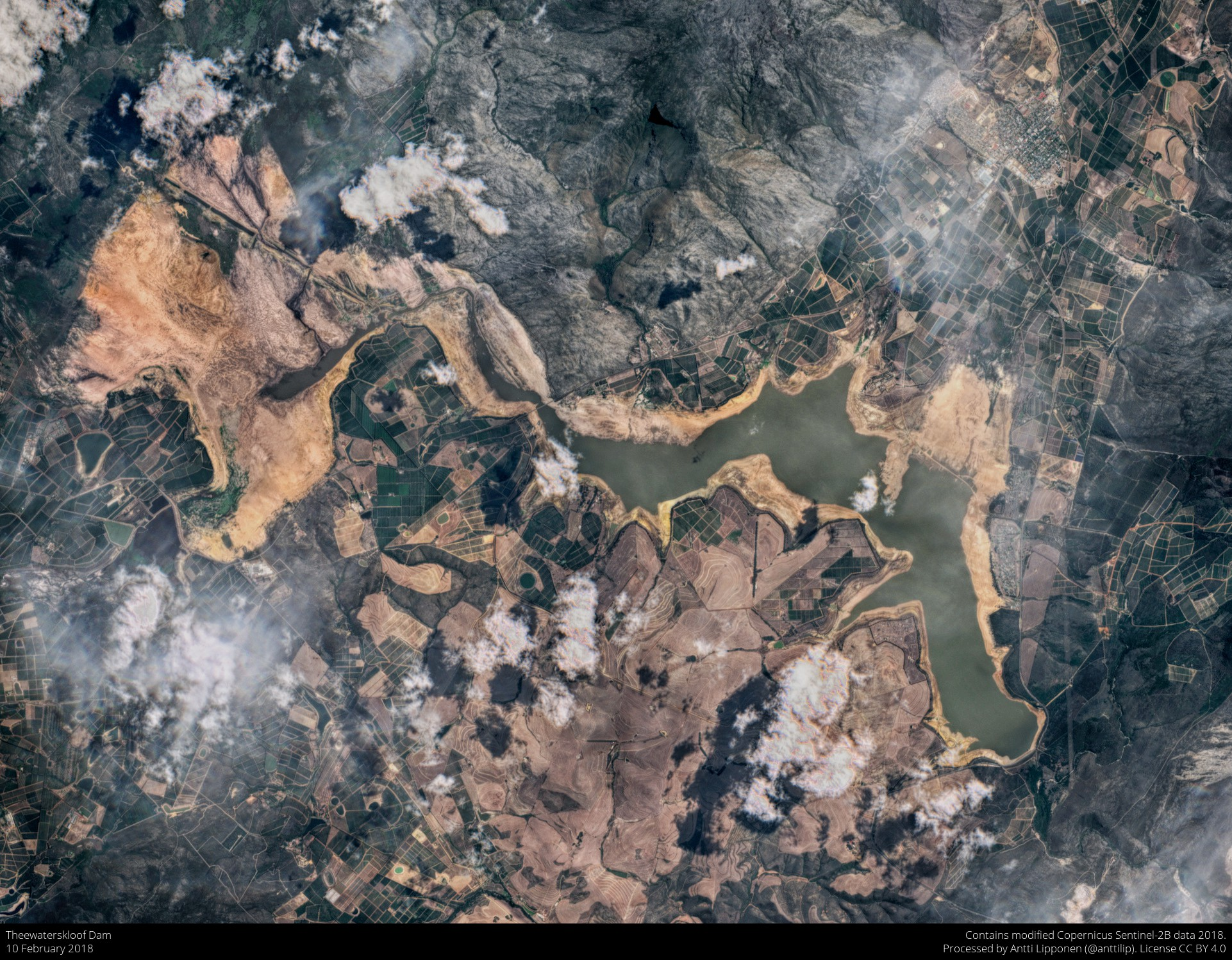
Embalse de Theewaterskloof a aproximadamente el 12% de su capacidad el 10 de febrero de 2018.

En enero de 2018, el Departamento de Agua y Saneamiento publicó las restricciones anunciadas en diciembre de 2017 y la ciudad declaró restricciones de agua de nivel 6 de 87 litros por persona por día. En febrero de 2018, la ciudad aumentó las restricciones al nivel 6B, limitando el uso a 50 litros por persona por día.
El 24 de enero de 2018, la jefa de gobierno de la Provincia Occidental del Cabo Helen Zille declaró que "la provisión de agua a granel es un mandato del Gobierno Nacional" ya que el Departamento de Agua y Saneamiento es responsable de financiar la expansión de los suministros de agua desde la superficie y el subsuelo. El gabinete provincial también anunció que estaba elaborando planes con el servicio de Policía de Sudáfrica para desplegar oficiales en puntos de distribución de agua en toda la ciudad después del Día Cero.
A mediados de enero de 2018, la alcaldesa de Ciudad del Cabo, Patricia de Lille, había anunciado que la ciudad se vería obligada a cerrar la mayor parte del suministro municipal de agua si las condiciones no cambiaban. Las restricciones de agua de nivel 7, "Día Cero", se declararían cuando el nivel del agua de los principales embalses que abastecían a la ciudad alcanzasen el 13,5%. Los suministros municipales de agua se desconectarían en gran medida y los residentes dispondrían de 149 puntos de recogida de agua en la ciudad para obtener una ración diaria de 25 litros de agua por persona. Esto afectaría aún más a la economía de Ciudad del Cabo, porque los empleados tendrían que "tomarse un tiempo libre del trabajo para esperar en la cola por el agua". El suministro de agua se mantendría en el CDB de la ciudad, en asentamientos informales (donde el agua ya se recoge desde ubicaciones centrales) y en servicios esenciales como hospitales. En el momento del anuncio, se preveía que el Día Cero tendría lugar el 22 de abril de 2018, pero poco después se anticipó al 12 de abril. Las proyecciones del Día Cero se basaron en los cambios quincenales en los niveles de almacenamiento de los embalses, suponiendo que las tasas de disminución continuarían sin cambios, sin más precipitaciones ni cambios en la demanda de agua.
El sitio web Think Water de Ciudad del Cabo se había inaugurado antes de la sequía, y durante esta se actualizaron semanalmente los niveles de los embalses así como el progreso con las diversas medidas de emergencia planificadas por la ciudad. En enero de 2018, la ciudad lanzó su Mapa del Agua que contenía una herramienta interactiva para ayudar a los usuarios a monitorear y comparar el uso del agua con el uso residencial específico de la ciudad.
En febrero de 2018, la Groenland Water User Association (un organismo representativo para agricultores de la zona agrícola de Elgin Grabouw, cerca de Ciudad del Cabo) comenzó a liberar 10 mil millones de litros de agua adicionales de su embalse Eikenhof. Ese volumen de agua se transfirió al embalse Steenbras Alto sin costo alguno.

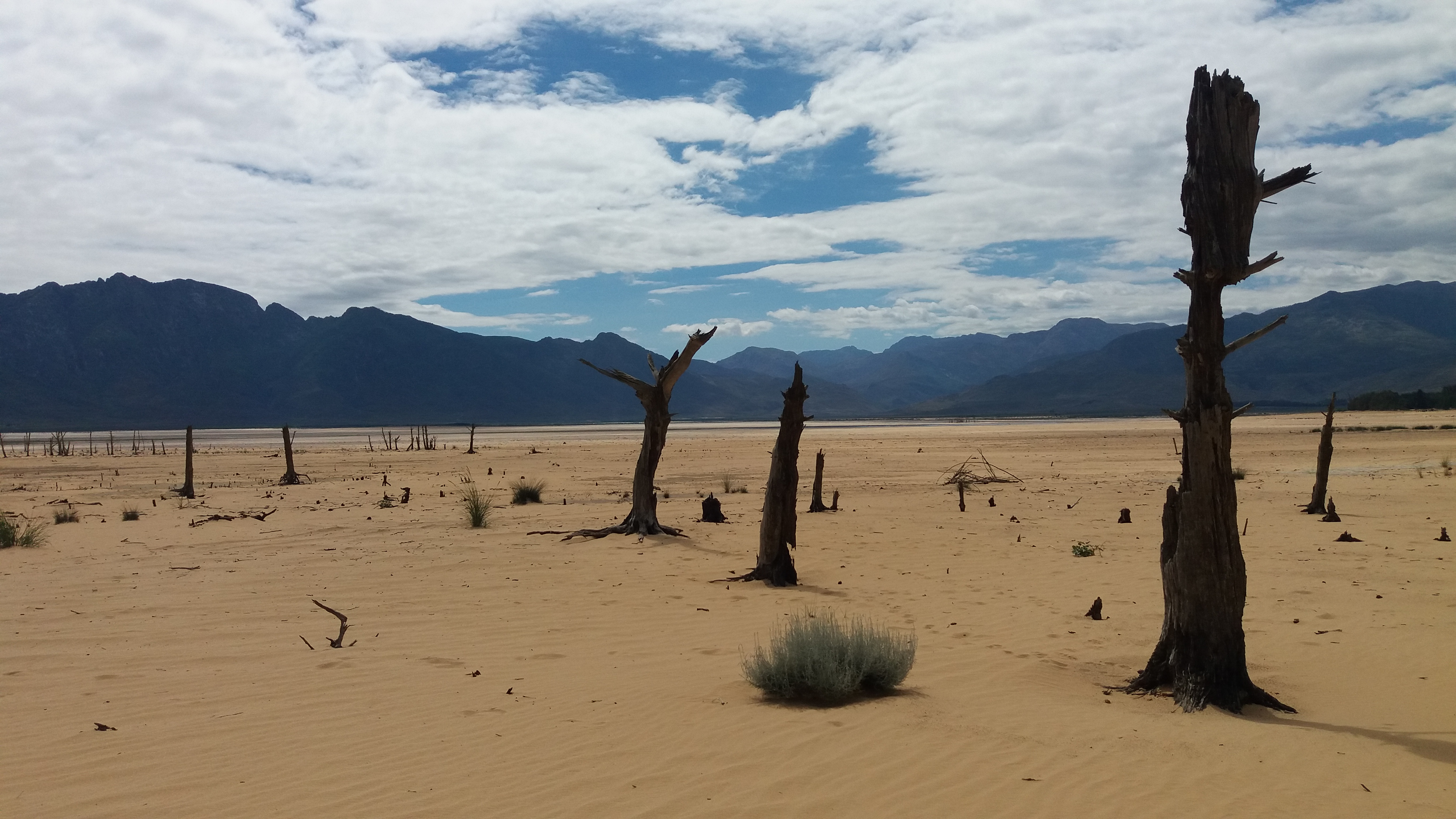
El embalse más grande de Ciudad del Cabo, Theewaterskloof, estaba al 11% de capacidad en marzo de 2018

El uso de agua residencial disminuyó significativamente durante las restricciones de nivel 6B a un mínimo, el 12 de marzo de 2018, de 511 millones de litros por día, el más cercano al objetivo de 450 millones de litros por día. El uso agrícola también disminuyó significativamente después de que los irrigadores usasen sus asignaciones. Como las reducciones en la demanda de agua entraron en vigencia después de abril, la ciudad movió el Día Cero por etapas y el 28 de junio pospuso el Día Cero indefinidamete.

## Gravedad de la sequía
La investigación sobre datos meteorológicos a largo plazo realizada por la Universidad de Ciudad del Cabo reveló que el período comprendido entre 2015-2017 había sido el período de 3 años más seco desde 1933, y 2017 el año más seco desde 1933, y posiblemente antes ya que no se dispone de datos comparables antes de 1933. También descubrió que una sequía de esta gravedad se produciría estadísticamente aproximadamente una vez cada 300 años.

## Impacto
La restricción del 60% en 2018 del uso del agua para irrigación causó la pérdida de 37 000 empleos en la provincia del Cabo Occidental y aproximadamente 50 000 personas quedaron por debajo del umbral de la pobreza debido a la pérdida de empleo, inflación y aumento en el precio de los alimentos. En febrero de 2018, el sector agrícola había incurrido 14 mil millones de rands en pérdidas debido a la escasez de agua. Los analistas "estiman que la crisis del agua costará unos 300 000 empleos en la agricultura y decenas de miles más en los sectores de servicios, hotelería y alimentos".
Se solicitó a los residentes de la ciudad que no tiraran del inodoro después de orinar, que limpiaran con agua de lluvia o aguas grises después de defecar, y que redujeran la duración y la frecuencia de las duchas. Con el fin de conservar el agua, se proporcionó desinfectante para manos en oficinas y edificios públicos para su uso en lugar del lavado de manos convencional. Algunos cafés comenzaron a usar vasos y platos de plástico y papel para reducir el lavado de los platos.
La ciudad recomendó a los residentes que guardasen 10 litros de agua como suministro de agua de emergencia en caso de posibles interrupciones temporales en el suministro. Esto dio lugar a que el agua de botella se agotase en las tiendas. Los residentes también hicieron cola en manantiales naturales para recoger agua.

### Salud pública
Los profesionales de la salud pública expresaron su preocupación sobre las enfermedades que podrían propagarse a través de la contaminación fecal-oral como resultado de un menor lavado de manos.
Un saneamiento inadecuado podría haber provocado enfermedades diarreicas, que causan la muerta a 2,2 millones de personas cada año en todo el mundo, y la mayoría de las muertes se producen entre niños menores de 5 años. Con una población de alrededor de 4,3 millones y una densidad de población de alrededor de 1500 por kilómetro cuadrado, se sugirió que esto podría haber llevado a enfermedades como el cólera y otras diseminándose rápidamente sin un saneamiento adecuado, especialmente en los barrios empobrecidos de Ciudad del Cabo. Sin agua limpia, las consecuencias para la salud pública podrían haber aumentado debido a los insectos atraídos y reproducidos en aguas sucias, lo que podría haber causado una mayor propagación de enfermedades.
Las autoridades advirtieron que las enfermedades transmitidas a través del agua como el cólera, la hepatitis A y la fiebre tifoidea "probablemente se volverán más frecuentes" a medida que los residentes comiencen a almacenar agua en contenedores contaminados.
Las empresas de salud pública, los centros de investigación y los proveedores de servicios de salud también estaban preocupados por el impacto que la crisis del agua podría haber tenido en los servicios de salud. Otros estaban pensando en el impacto de los empleados que no podían acudir a trabajar debido a la espera en las colas para abastecerse de agua.

### Riesgo de incendio

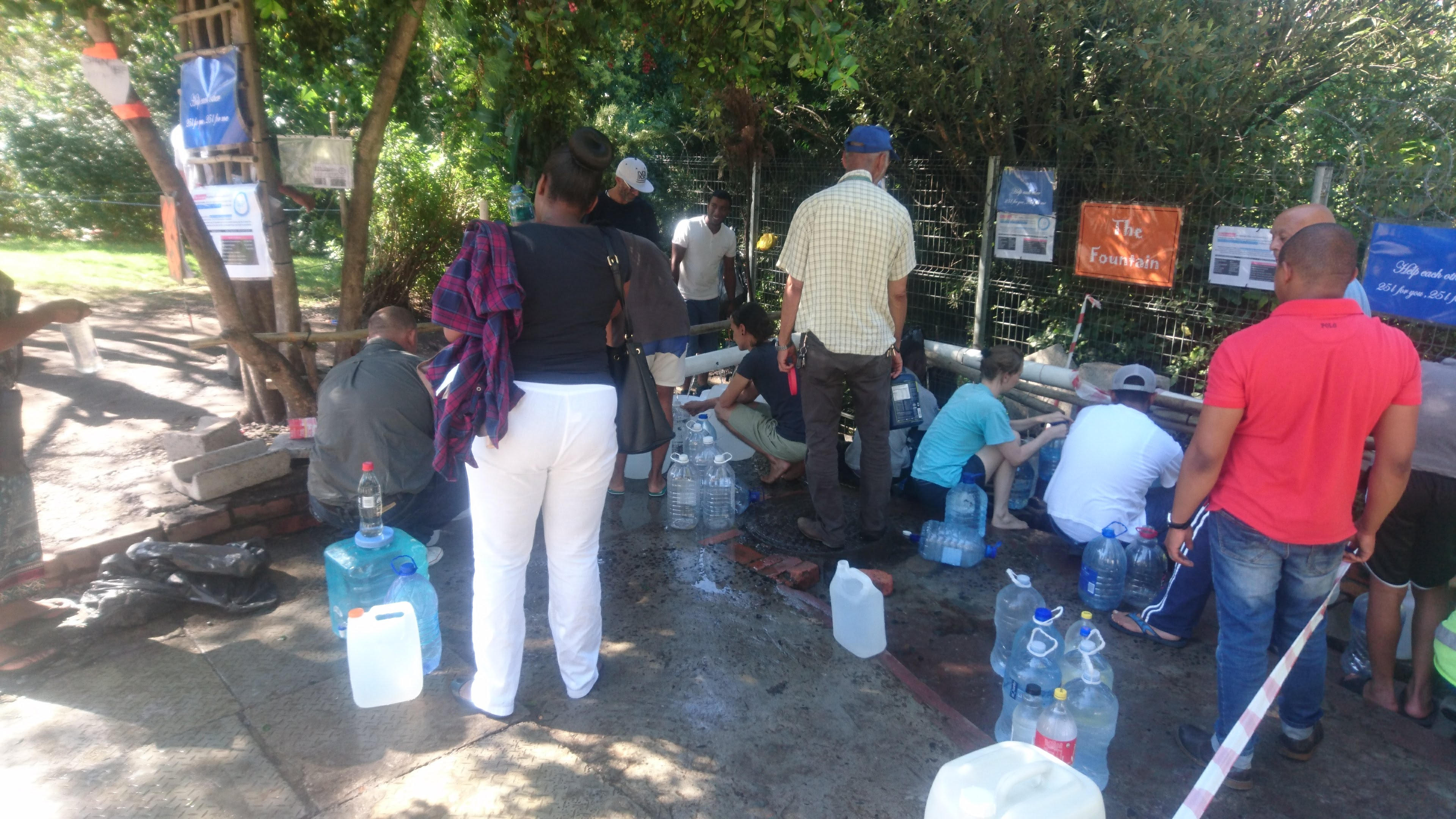
Personas haciendo cola para adquirir agua en Newlands Spring

Existía la preocupación a que el riesgo de incendios aumentáse a medida que el ambiente se volvía cada vez más seco. Esto fue especialmente significativo para grandes sitios industriales y almacenes, ya que el fuego en un sitio podría extenderse más fácilmente a otros edificios cercanos. El sistema de extinción de incendios también podría haber fallado debido a la presión de agua reducida en áreas de mayor altitud.

### Riesgos de salud ocupacional
Las duchas de emergencia y las estaciones de lavado de ojos son una parte esencial de la seguridad en el lugar de trabajo para muchos laboratorios y fábricas. Es necesario un suministro constante de agua en caso de exposición química nociva. Muchos requisitos de salud y seguridad laboral sugieren que las duchas de emergencia deberían poder bombear 75 litros por minuto durante un mínimo de 15 minutos. Si estas estaciones de lavado hubieran sido prohibidas o limitadas, los trabajadores que manejan químicos altamente corrosivos habrían sido vulnerables.

### Población vulnerable
En hogares y orfanatos, los niños eran uno de los grupos más vulnerables que podrían haber sufrido los efectos de la escasez de agua en la salud. La alimentación, el lavado y la esterilización de los elementos necesarios para cuidar a los niños requieren mucha agua. Además, si las escuelas del Cabo Occidental hubieran cerrado sus grifos el Día Cero 1,1 millones de niños podrían haber quedado sin acceso al agua.

### Implicaciones y respuesta en el ámbito empresarial

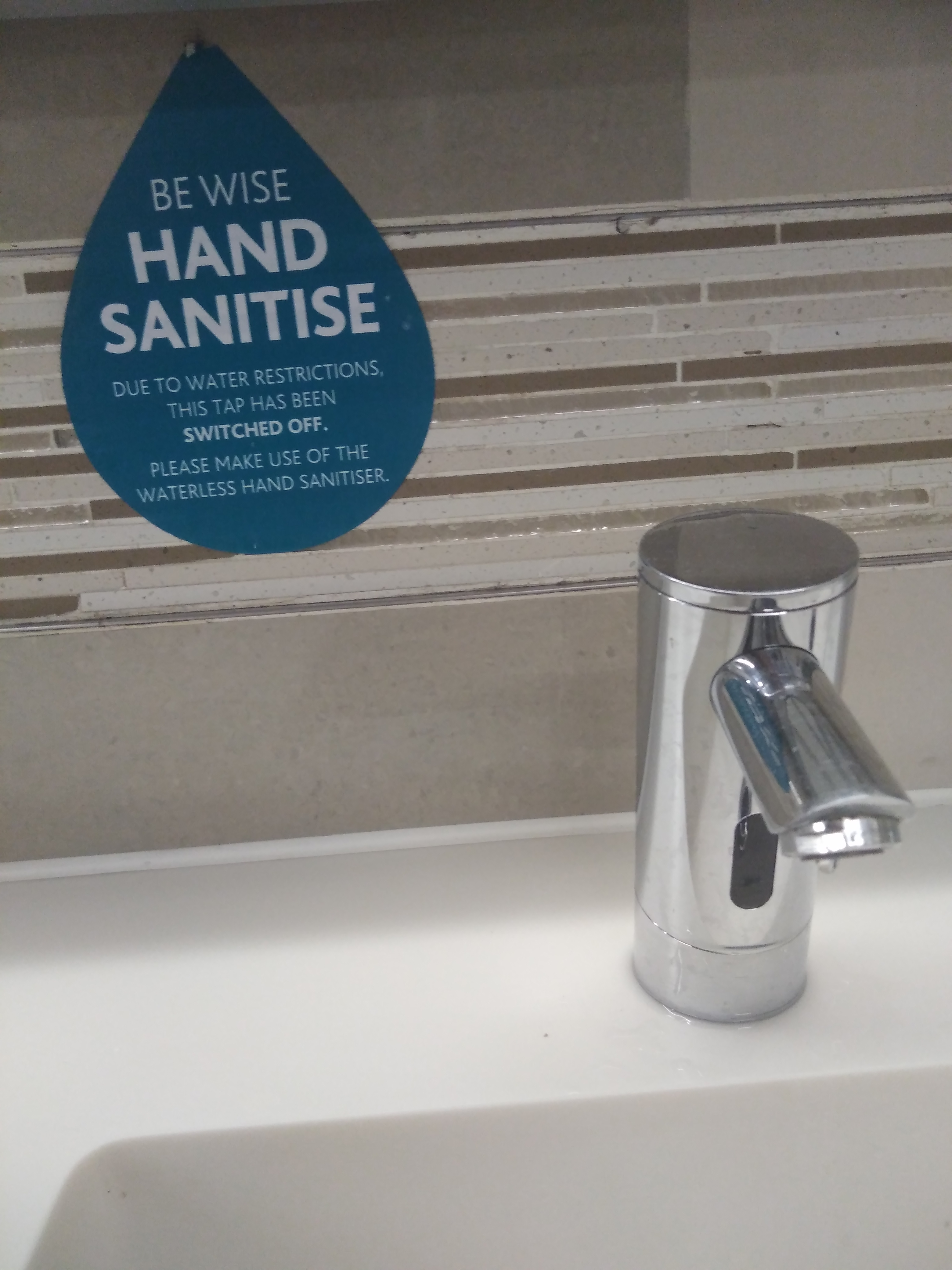
Lavabo cerrado y desinfectante de manos en un baño público en Ciudad del Cabo en 2018

Todas las empresas dependen del acceso al agua, ya sea para el suministro de instalaciones para el personal o los clientes (por ejemplo, bebidas, refrigeración, saneamiento) o como base para fabricar o procesar productos para la venta. Por lo tanto, la sequía presentó desafíos para todas las empresas localizadas en Ciudad del Cabo, pero estos desafíos se presentaron en diferentes etapas e intensidades, dependiendo de la naturaleza del negocio. La forma en que respondieron las empresas dependía de una combinación de regulación gubernamental, juicio gerencial y acceso al capital con el cual realizar cambios. Dicho esto, hubo tres etapas ampliamente identificables, en cada una de las cuales aumentó la intensidad de la respuesta empresarial:
- Etapa uno: de 2016 a principios de 2017. Históricamente, el precio del agua municipal suministrada a las empresas ha sido relativamente bajo, demasiado bajo para estimular la inversión voluntaria en medidas de eficiencia del agua o fuentes alternativas de suministro. En ese momento, incluso las empresas con mayor consumo de agua en Ciudad del Cabo no veían ningún caso comercial para inversiones significativas de este tipo.

- Etapa dos: de mayo de 2017 a enero de 2018. Las tarifas de agua comerciales se incrementaron en la ciudad por segunda vez en diciembre de 2016, lo que provocó un aumento total del 35% en comparación con 2015.[56] El aumento fue insuficiente por sí solo para estimular, en negrocios a gran escala, la inversión en eficiencias y fuentes alternativas. Después de que la sequía fue declarada desastre provincial en mayo de 2017, más empresas comenzaron a preocuparse por la continuidad del suministro frente al posible racionamiento y tomaron medidas para ser más eficientes o asegurar fuentes alternativas de agua (por ejemplo, pozos, recolección de agua de lluvia, etc. ).[57] El 3 de octubre, la alcaldesa anunció que el Día Cero era una posibilidad, ya que era el día, que en ese momento se estimaba que sería en marzo de 2018, "cuando el suministro de agua municipal no estaría disponible".[58]

- Etapa tres: de enero a mayo de 2018. El 1 de febrero entraron en vigor las tarifas del nivel 6B de la ciudad, que representan para las empresas un aumento del 104% sobre la tarifa de uso anterior.[59] Junto con las actualizaciones periódicas de la ciudad sobre la fecha prevista para el Día Cero, varias empresas tomaron esto como un desencadenante para gastar un capital significativo en la mejora de la eficiencia del agua y la obtención de suministros alternativos.

### Implicaciones para la agricultura
La industria agrícola es uno de los mayores consumidores de agua. La industria del vino en el Cabo Occidental es un gran atractivo turístico y junto con la industria de la fruta de exportación emplea a unos 340,000 trabajadores y contribuye con más del 10% a la economía de la provincia. La industria del vino atrajo a 1,5 millones de turistas en 2017 y, junto con el sector frutícola de exportación, normalmente utiliza alrededor del 30% del agua de las fuentes que también abastecen a Ciudad del Cabo. Dependiendo de la región, un viñedo necesita entre 10 y 24 pulgadas de lluvia para sobrevivir. En 2017, los viñedos locales recibieron en promedio la mitad de su precipitación, lo que ocasionó estrés hídrico y causó rendimientos menores. El rendimiento de la inversión de las industrias locales de vino y frutas es muy bajo, aunque la industria del vino produce algunos de los vinos más populares del mundo. Se estimó que en 2018 el rendimiento de los viñedos disminuiría en un 20% con respecto a los 1,4 millones de toneladas producidos en 2017, y que esto daría como resultado una disminución del 9% en el volumen de vino.

### Pobreza hidrológica
La pobreza hidrológica tiende a afectar a las personas que no pueden permitirse comprar los alimentos o el agua necesarios para que su sociedad sea más próspera. Durante la sequía, un analista estimó que se perderían 300,000 empleos en la agricultura y decenas de miles más en los servicios asociados, los sectores de la hostelería y la alimentación. En Ciudad del Cabo es ilegal vender agua de pozos o ríos, pero las personas aún podrían beneficiarse del transporte y la mano de obra asociados con la entrega de agua de otras áreas. Un residente que había estado acumulando agua cobraba 350 dólares por un barril de agua. Esto alienó aún más a los barrios y ciudadanos más empobrecidos. Aquellos que estaban usando significativamente más agua que la asignación diaria de 50 litros per cápita por día fueron multados con entre 500 y 3000 rand. Sin embargo, este impacto cimentó aún más la brecha de la pobreza porque la multa era relativamente pequeña para los ricos, pero paralizaba a los residentes menos pudientes.

### Responsabilidad gubernamental
La responsabilidad del suministro de agua es compartida por el gobierno local, provincial y nacional. En términos de la Ley del Agua de 1998, el gobierno nacional es el administrador público de los recursos hídricos de la nación para garantizar que el agua se "proteja, use, desarrolle, conserve, gestione y controle de manera sostenible y equitativa, para el beneficio de todas las personas". Establece que "el gobierno nacional, actuando a través del Ministro, tiene el poder de regular el uso, flujo y control de todas las aguas en la República". Esto dio lugar a tensiones entre el gobierno local y provincial liderado por la Alianza Democrática, por un lado, y el gobierno nacional dirigido por el Congreso Nacional Africano, por el otro, y las partes se culparon mutuamente por la crisis del agua.

### Turismo
Tuvo lugar una disminución en el sector turístico con una disminución en las llegadas y la ocupación en enero de 2018 en comparación con el mismo período del año anterior. El sector del alojamiento ha informado sobre una disminución en la ocupación del 10%.

### Beneficios
La crisis del agua ha incrementado la investigación y la inversión en sistemas alternativos de agua, lo que en última instancia puede ayudar a evitar que otras ciudades caigan en el mismo grado de escasez de agua. Si el cambio climático es una realidad y la población de las áreas urbanas aumenta, otras ciudades puede que tengan que enfrentarse a sequías severas y pueden necesitar considerar métodos alternativos para obtener agua. El potencial para un cambio cultural en el uso del agua también es un resultado positivo de la crisis.

## Respuesta a la crisis del agua

### Emergencia municipal
Ciudad del Cabo encargó tres pequeñas plantas de desalinización (dos de 7 megalitros por día y una de 2 megalitros por día) temporales (contratos de 2 años). También perforó varios pozos en las cercanías de las áreas urbanas. Esta agua requiere un tratamiento adicional, mientras que la calidad del agua de los pozos que se están perforando en las zonas de montaña es excelente. También se construirá un proyecto de reutilización de agua de 10 megalitros por día. El total de los suministros adicionales proporcionados por estas medidas es pequeño en comparación con la reducción de más del 50% en el uso de agua que se logró durante la sequía.

### Nuevo mercado de agua en Ciudad del Cabo
La Ley Nacional del Agua de 1998 se basa principalmente en recursos hídricos superficiales, principalmente ríos, y también en aguas subterráneas y no aborda soluciones de agua alternativas. Con el aumento en la demanda de agua y la disminución de la lluvia se deben considerar las fuentes de agua alternativas. La crisis del agua en Ciudad del Cabo inspiró al sector privado a intervenir y brindar soluciones alternativas. Esto condujo a un aumento de la venta de agua en contenedores de plástico de un solo uso que se produjo a expensas del medio ambiente debido a la producción de residuos plásticos adicionales. También hubo un aumento significativo en la venta de tanques de agua para almacenar agua del techo y en el desarrollo de pozos privados, así como en la provisión de instalaciones de tratamiento de agua en el hogar.
Aunque el sector privado ha implementado varias soluciones alternativas de suministro de agua, las reglamentaciones sobre el agua no permiten fácilmente que los ciudadanos y las empresas locales salgan del sistema de suministro de agua del municipio. Para permitir que el sector privado contribuya a aumentar la prestación de servicios de agua, es posible que sea necesario implementar más cambios en los estatutos locales.

### Gestión de la demanda de agua
Desde 2010, las medidas llevadas a cabo por la ciudad redujeron con éxito el crecimiento de la demanda de agua a pesar del aumento significativo en la población. Estas medidas, junto con los aranceles cada vez más elevados que se han producido, pueden explicar en parte los ahorros limitados logrados después de las restricciones anteriores.
Los estatutos de la ciudad recientemente publicados tienen como objetivo continuar promoviendo la conservación del agua y la gestión de la demanda, y también regular la distribución de suministros alternativos. Los estatutos también especifican que los accesorios eficientes para el agua aprobados por el South African Bureau of Standards deben ser provistos para los nuevos desarrollos y renovaciones.

#### Tarifas de agua
Durante la sequía, varios propietarios y negocios desarrollaron fuentes alternativas de suministro, algunas por razones estratégicas, como hospitales y fábricas que dependen del agua para su funcionamiento. Por otro lado, la ciudad depende de la venta de agua para proporcionar ingresos suficientes para administrar y mantener sus sistemas existentes de suministro de agua y aguas residuales mientras que los usuarios de bajo consumo obtienen su agua sin costo o a un costo relativamente bajo, en muchos casos a menos del costo de operación. Por lo tanto, en las áreas donde las valoraciones de las propiedades son más altas en la ciudad, se ha introducido un cargo mensual fijo adicional para compensar la pérdida de ingresos de los usuarios que han desarrollado fuentes alternativas de suministro.

#### Dispositivos inteligentes de gestión del agua
Los dispositivos inteligentes de gestión del agua son dispositivos que proporcionan en tiempo real datos precisos sobre el flujo de agua y los niveles de consumo de agua, y se pueden programar para controlar el uso del agua a nivel doméstico o comercial. Esto es valioso para los consumidores que pueden garantizar que permanezcan dentro de un cierto nivel de consumo, lo que permite ahorrar en los costos del agua, y también para los proveedores de agua que desean reducir el consumo total de agua por parte de los consumidores debido a la falta de agua disponible durante una sequía.
Durante la reciente sequía, Ciudad del Cabo instaló una serie de dispositivos de gestión del agua para restringir el uso excesivo. Estos dispositivos fueron programados para apagarse automáticamente si un hogar consumía más de 350 litros durante un período de 24 horas. La intención futura de la ciudad es proporcionar una medición inteligente del agua para combinar esto con el análisis de datos.